# William Houston
William Houston, soms ook bekend als Will Houston, (Sussex, 19 juli 1968) is een Engelse acteur. Hij speelde in diverse films en series, waaronder Sherlock Holmes, Dracula Untold en Wednesday.

## Filmografie

### Film
- 1997: The Gambler, als Pasha
- 2004: North and South, als Boucher
- 2007: Puffball, als Tucker
- 2007: Elizabeth: The Golden Age, als Don Guerau De Spes
- 2007: Casualty 1907, als Dr. Milais Culpin
- 2008: Fifty Dead Men Walking, als Ray
- 2009: Sherlock Holmes, als Constable Clark
- 2009: Casualty 1909, als Dr. Milais Culpin
- 2010: Clash of the Titans, als Ammon
- 2011: Age of Heroes, als Mac
- 2011: Sherlock Holmes: A Game of Shadows, als Constable Clark
- 2012: Lord of Darkness, als Charlie McGuire
- 2014: Son of God, als Mozes
- 2014: Dracula Untold, als Cazan
- 2015: Shakespeare's Globe: Titus Andronicus, als Titus Andronicus
- 2016: The Dancer, als Rud
- 2016: Level Up, als de zakenman
- 2016: Brimstone, als Eli
- 2025: The Gorge, als Erikas

### Televisie
- 1997: The Odyssey, als Anticlus
- 2013: The Bible, als Mozes
- 2017: Will, als William Kempe
- 2020: The Salisbury Poisonings, als Ted Daszkiewicz
- 2022: Amphibia, als Koning Aldrich / de kern (stemrollen)
- 2022: Wednesday, als Joseph Crackstone
- 2025: Vera, als Lucas Corbridge

### Computerspel
- 2023: Horizon: Call of the Mountain, als Blameless Marad (stemrol)